# Mont Louise (berg i Kanada, lat 45,85, long -71,50)
Mont Louise är ett berg i Kanada.   Det ligger i provinsen Québec, i den sydöstra delen av landet, 300 km öster om huvudstaden Ottawa. Toppen på Mont Louise är 484 meter över havet, eller 105 meter över den omgivande terrängen. Bredden vid basen är 1,2 km.
Terrängen runt Mont Louise är huvudsakligen platt, men åt nordväst är den kuperad.Runt Mont Louise är det mycket glesbefolkat, med 5 invånare per kvadratkilometer.. Närmaste större samhälle är Saint-Joseph-de-Coleraine, 16,4 km nordost om Mont Louise.
I omgivningarna runt Mont Louise växer i huvudsak blandskog.